# Gracias
Gracias là một thị xã/khu tự quản Honduras được thành lập năm 1536, là thủ phủ Lempira Department.
Thị xã có dân số khoảng 25.000 người (12.000 ở trung tâm thành thị). Thị xã nằm ở trung tâm núi non phía tây Honduras.
Độ cao khu vực từ 800 mét ở quảng trường trung tâm đến 2.870 mét ở đỉnh Montaña Celaque (cũng gọi là Cerro Las Minas). Khí hậu phần lớn ảnh hưởng bởi độ cao với khu vực thấp có khí hậu kiểu khô-ẩm gió mùa. Montaña Celaque là đỉnh cao nhất và có rừng trong mây lớn nhất ở Honduras, and và được bảo vệ trong vườn quốc gia núi Celaque.